# Croce (Menaggio)
Croce (Cruus in dialetto comasco) è una frazione del comune comasco di Menaggio posta in altura ad ovest del centro abitato, godendo di un privilegiato affaccio sul lago. La frazione ospita uno dei più antichi golf club presenti su suolo italiano.

## Storia
La località, il cui nome deriva probabilmente dal fatto di ospitare un incrocio tra più strade, era un piccolo villaggio agricolo di antica origine della Pieve di Menaggio, dove era noto come comune loci de Cruce.
Croce fu annessa per la prima volta a Menaggio su ordine di Napoleone, ma gli austriaci annullarono la decisione al loro ritorno nel 1815 con il Regno Lombardo-Veneto.
Dopo l'unità d'Italia, il paese non diede segni di crescita demografica. Fu il fascismo a decidere la soppressione del comune unendolo definitivamente a Menaggio.
Nel territorio di Croce è stato girato in parte il film La peggior settimana della mia vita.

## Monumenti e luoghi d'interesse
La struttura di Croce è tipica dei paesi agricoli: al centro dell'antico nucleo una caratteristica piazza, con selciato a livello rialzato del “600, dove si concludevano i riti della fienagione, della battitura e della raccolta. Due delle case che affacciano sulla piazza ospitano altrettanti affreschi a tema mariano. 

### Architetture religiose

#### Chiesa dei Santi Pietro e Paolo
Nella parrocchiale dei SS. Pietro e Paolo (1725-metà Ottocento) si conservano reliquiari e quadri di rilievo. Tra questi ultimi spiccano: 
- una tela del 1634,[8] raffigurante un Gesù in talare circondato da ventidue santi[8] e inchiodato a una croce sulla quale sono riprodotte otto croci più piccole; e
- una tela Settecentesca, raffigurante la Madonna Assunta tra alcuni santi (tra i quali si riconoscono, oltre alla coppia di santi titolari della parrocchiale, un Sant'Antonio abate)[8].

L'attuale campanile fu costruito nel 1898, in sostituzione di un'analoga struttura che si trovava sul lato opposto della chiesa. Nello stesso periodo la chiesa venne ampliata, con la realizzazione delle attuali navate laterali. Negli anni 1960, la volta della navata centrale fu affrescata dal pittore Monti.
Alle spalle dell'altare maggiore, un Crocifisso bianco donato nel 1930, realizzato in marmo di Carrara dallo scultore fiorentino Romanelli.
Lungo la navata sinistra, una tela raffigurante l'Assunta coi Santi Domenico, Rocco e Sebastiano. Sul lato opposto, una copia Novecentesca di un polittico.

#### Altre architetture religiose
La località Crocetta ospita la chiesa di San Maurizio (1975), nota anche come chiesetta degli Alpini (1975).
Nella località Paullo si trova il Santuario della Madonna delle grazie (1951).
Sul territorio di Croce esisteva anche una chiesa dedicata a San Rocco, costruita nel 1854 ma oggi scomparsa. Da questa chiesa proviene il quadro che, sulla parete sinistra dell'attuale parrocchiale dei Santi Pietro e Paolo, raffigura l'Assunta coi Santi Domenico, Rocco e Sebastiano.